# Presentador de notícies

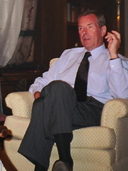
El famós presentador de notícies estatunidenc Peter Jennings, mort el 2005

Com el seu nom indica, la presentadora de notícies és una persona que treballa en ràdio o televisió llegint - o presentant - noticiers, (telediaris o noticiaris, segons el país), bé sigui de forma habitual o durant butlletins noticiosos.
Normalment, aquests presentadors llegeixen llibrets preparats, amb ajuda del teleprompter o sense, però en casos d'emergència han d'improvisar a l'aire. En altres ocasions, solen entrevistar convidats o moderar panells de discussió. Alguns d'ells escriuen o editen els seus propis llibrets. Darrerament, en alguns països s'ha tornat comú veure presentadors - i, sobretot, presentadores - que són contractats més per la seva aparença física que per les seves qualitats periodístiques i intel·ligència i la seva habilitat per editorializar amb subtils moviments de cella o moviments en el seu rostre.